# De Havilland DH.66 Hercules
Dimensions
Le de Havilland DH.66 Hercules était un avion de ligne trimoteur britannique  des années 1920, pour sept passagers, construit par de Havilland Aircraft Company au Stag Lane Aerodrome. En remplacement plus moderne du D.H 10 utilisé par la RAF pour le courrier, Imperial Airways utilisa le Hercules efficacement pour fournir des services interurbains entre lointaines régions. Bien que cet avion géant fut lent et lourd, il montra la voie aux futurs avions de ligne.

## Conception et développement
Le Hercules fut conçu pour Imperial Airways, lorsqu'elle reprit la route aérienne Le Caire–Bagdad à la Royal Air Force. Le cahier des charges imposait un biplan trimoteur pouvant transporter sept passagers et le courrier. Le prototype vola pour la première fois le 30 septembre 1926, et une commande de cinq avions émana d'Imperial Airways. Le nom Hercules fut choisi par concours dans le Meccano Magazine de juin 1926.

## Historique opérationnel

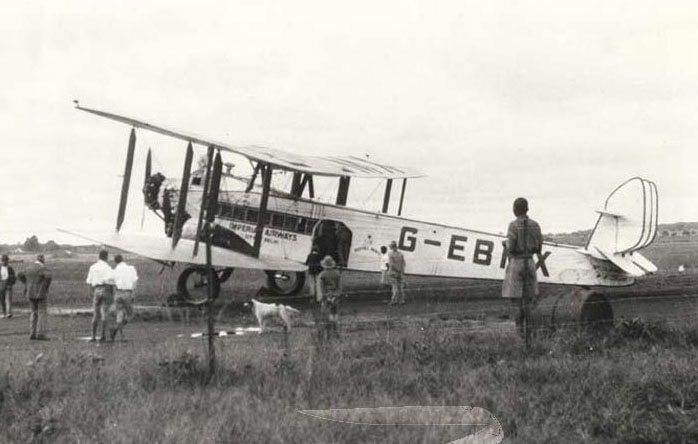
Imperial Airways DH.66 Hercules

Un vol inaugural entre Croydon et l'Inde quitta le Royaume-Uni le 27 décembre 1926, et arriva à Delhi le 8 janvier 1927. West Australian Airways commanda quatre avions pour remplacer les DH.50. Le 2 juin 1927, le premier service sur la route Perth-Adélaïde est inauguré. Imperial Airways commanda deux autres avions, mais en perdit trois dans des accidents entre septembre 1929 et avril 1930. Pour compenser cette perte, deux furent rachetés à West Australien Airways. 
Les avions Imperial Airways furent retirés du service en décembre 1935, à la suite d'un autre crash en Rhodésie du Sud en novembre 1935. Trois appareils furent vendus à la force aérienne sud-africaine. Un des avions australiens survécut jusqu'en 1942, avant d'être détruit par l'ennemi.

## Les opérateurs

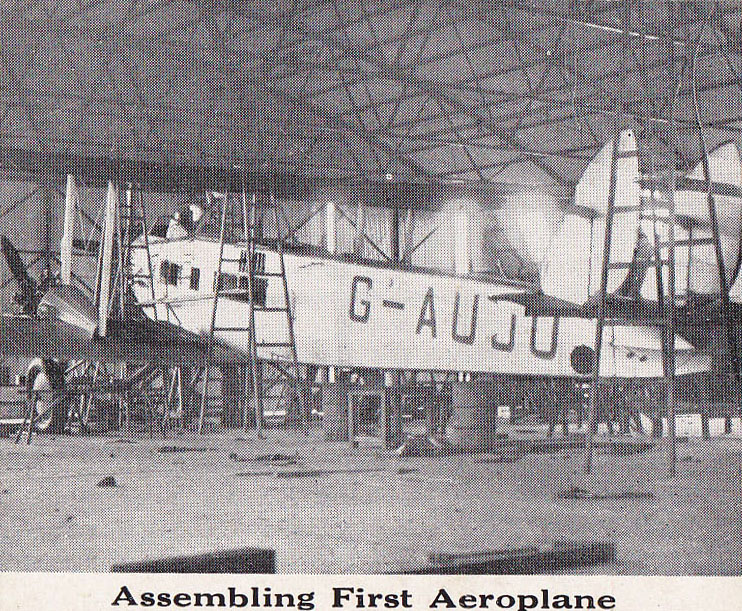
WestAustralian Airways DH.66 Hercules

Australie
- West Australian Airways

 Afrique du Sud
- Force aérienne sud-africaine

 Royaume-Uni
- Imperial Airways

## Les Accidents et les incidents
- Le 6 septembre 1929, un Imperial Airways DH.66 Hercules, immatriculé G-EBMZ, s'est écrasé à l'atterrissage à Jask, en Iran en raison d'une erreur du pilote, tuant trois des cinq occupants[2].

## Spécifications (DH.66A)
Caractéristiques générales
- Équipage : trois
- Longueur : 17,08 m
- Envergure : 24,24 m
- Hauteur : 5,56 m
- Surface alaire : 143,7 m2
- Masse à vide : 4 110 kg
- Masse maximale au décollage : 7 076 kg
- Moteur : 3   moteurs à piston radiaux Bristol Jupiter VI de 313 kW (426 ch)   chacun

 Performances 
- Vitesse maximale : 208 km/h
- Distance franchissable : 845 km
- Plafond : 3 990 m
- Vitesse ascensionnelle : 3,2 m/s

### Développement lié
- de Havilland DH.72 (en)